# Ingrid Reuterskiöld
Ingrid Anna Lisen Reuterskiöld, född Sylvan 16 juli 1905 på Frösön i Jämtlands län, död 4 december 1986 i Stockholm, var en svensk sångtextförfattare. Hon var gift med sångtextförfattaren Lennart Reuterskiöld. Hon använde pseudonymerna Ninita och I. Rimson.

## Sångtexter av Ingrid Reuterskiöld
- Frosty the Snowman blev på svenska Snögubben Froste[1]
- Seven Little Girls Sitting in the Backseat blev på svenska Flickor bak i bilen[2]
- I saw mommy kissing Santa Claus är skriven av Tommie Connor, blev på svenska Jag såg mamma kyssa tomten
- Red Roses for a Blue Lady av Sid Tepper och Roy C. Bennett blev på svenska En röd blomma till en blond flicka

### Fotnoter
1. ↑  ”Snögubben Froste”. Svenskt visarkiv. https://katalog.visarkiv.se/lib/ShowRecord.aspx?id=1208154. Läst 5 juli 2021.
2. ↑  Joakim Tegblom. ”Låtar du trodde var svenska”. Gotiska klubben. Arkiverad från originalet den 26 oktober 2013. https://web.archive.org/web/20131026075436/http://gotiskaklubben.wordpress.com/2013/09/22/latar-du-trodde-var-svenska/. Läst 10 mars 2020.